# Maria Doyle Kennedy
Maria Doyle Kennedy, all'anagrafe Maria Josephine Doyle (Dublino, 25 settembre 1964), è un'attrice, cantante e regista irlandese.
Nel 1988 ha sposato il musicista Kieran Kennedy.

## Musica
Maria pubblica la sua musica per mezzo della Mermaid Records, una casa discografica da lei stessa fondata nel 2001.
Il suo debutto da solista nell'album Charm è avvenuto nel 2001. Ha coordinato Sirens, una compilation di sole artiste donne uscita nel 2003. Ha pubblicato l'album Skullcover, composto da canzoni cover, nel 2005. Il suo album più recente è Mütter.

## Filmografia parziale

### Cinema
- The Commitments, regia di Alan Parker (1991)
- Niente di personale (Nothing Personal), regia di Thaddeus O'Sullivan (1995)
- Moll Flanders, regia di Pen Densham (1996)
- Amori e imbrogli (The MatchMaker), regia di Mark Joffe (1997)
- The General, regia di John Boorman (1998)
- Gregory's Two Girls, regia di Bill Forsyth (1999)
- I Could Read the Sky, regia di Nichola Bruce (1999)
- Miss Julie, regia di Mike Figgis (1999)
- J.J. Biker (2001)
- Mystics, regia di David Blair (2003)
- Spin the Bottle, regia di Ian Fitzgibbon (2003)
- Ritorno a Tara Road, regia di Gillies MacKinnon (2005)
- Albert Nobbs, regia di Rodrigo García (2011)
- Byzantium, regia di Neil Jordan (2012)
- Mille volte Buona notte, regia di Erik Poppe (2013)
- Jupiter - Il destino dell'universo (Jupiter Ascending), regia di Lana e Lilly Wachowski (2015)
- Sing Street, regia di John Carney (2016)
- The Conjuring - Il caso Enfield (The Conjuring 2), regia di James Wan (2016)

### Televisione
- Queer as Folk – serie TV, episodi 1x05, 1x06, 2x01 (1999-2000)
- I Tudors (The Tudors) – serie TV, 18 episodi (2007-2008, 2010)
- Dexter – serie TV, 8 episodi (2010)
- Downton Abbey – serie TV, episodi 2x01-2x05-2x06 (2011)
- Corp & Anam – serie TV, 8 episodi (2011, 2014)
- Titanic, regia di Jon Jones – miniserie TV (2012)
- Orphan Black – serie TV, 50 episodi (2013-2017)
- L'amore e la vita - Call the Midwife (Call the Midwife) – serie TV, episodio 4x06 (2015)
- Kat & Alfie: Redwater, regia di Jesper W. Nielsen e Karl Neilson – miniserie TV (2017)
- Striking Out – serie TV, 6 episodi (2018)
- Outlander – serie TV, 15 episodi (2018-2022)
- La Ruota del Tempo (The Wheel of Time) – serie TV, 4 episodi (2021-2025)
- Kin – serie TV, 16 episodi (2021-2023)
- Recipes for Love and Murder – serie TV, 10 episodi (2022-in corso)
- Lost Boys and Fairies, regia di James Kent – miniserie TV (2024)

## Doppiatrici italiane
Nelle versioni in italiano delle opere in cui ha recitato, Maria Doyle Kennedy è stata doppiata da:
- Laura Romano in Downton Abbey, Sing Street
- Francesca Fiorentini in I Tudors, Dexter
- Alessandra Korompay in Ritorno a Tara Road, Albert Nobbs
- Cristina Boraschi in Orphan Black
- Claudia Razzi in The Conjuring 2 - Il caso Enfield
- Roberta Greganti in The General
- Alessandra Cassioli in The Commitments
- Ludovica Modugno in Outlander (1ª voce)
- Laura Boccanera ne La Ruota del Tempo
- Angiola Baggi in Outlander (2ª voce)